# Bad Soden am Taunus
Bad Soden é uma cidade alemã situada no distrito de Main-Taunus, no estado de Hesse.